# Zinkhütte Steinfurt

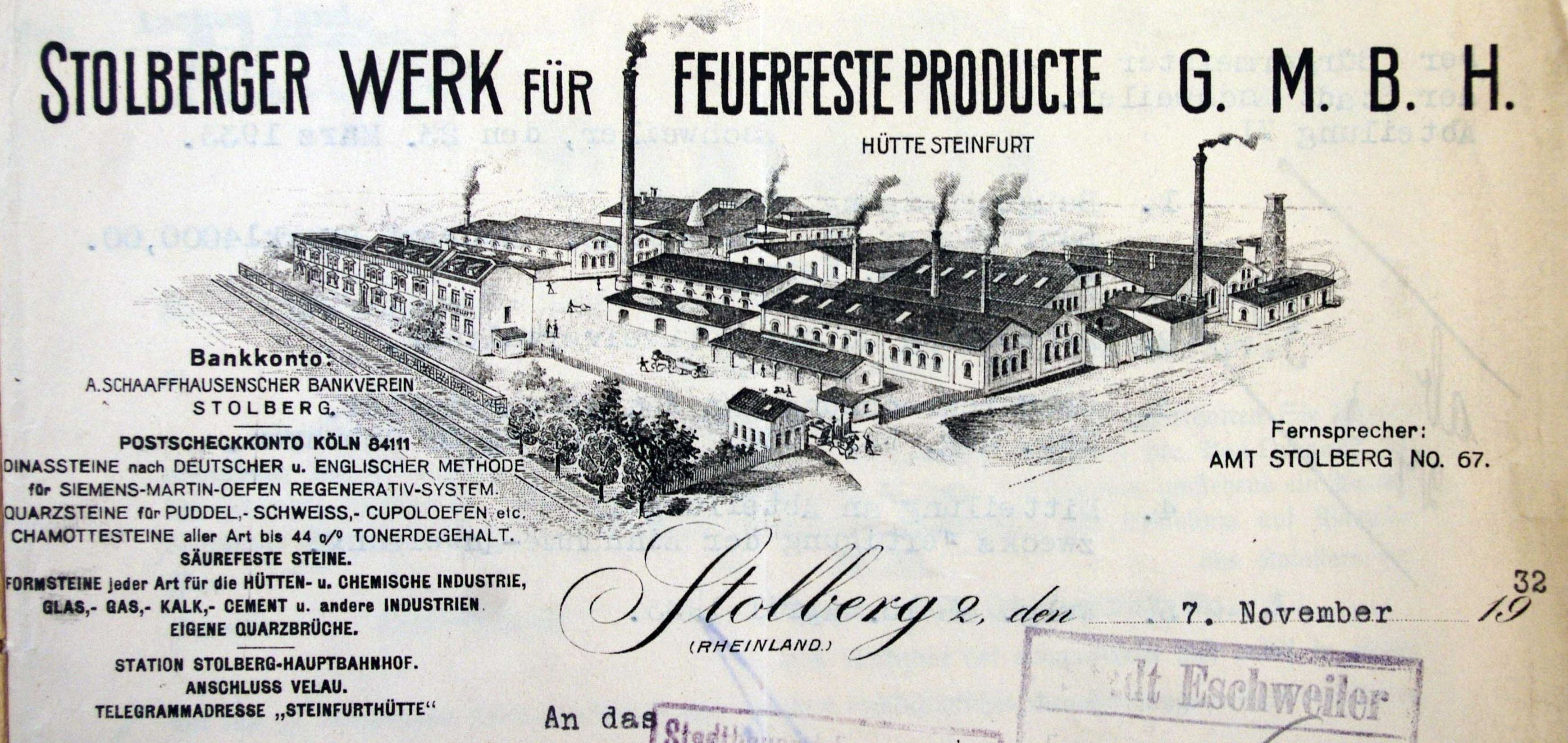
Briefkopf Hütte Steinfurt

Die Zinkhütte Steinfurt ist eine ehemalige, 1850 im damaligen Eschweiler Stadtteil Steinfurt gegründete Zinkhütte. Sie wurde von der 1851 gegründeten Allianz – Anonyme Gesellschaft für Bergbau und Hüttenbetrieb bei Stolberg mit sechs, später zwölf Reduktionsöfen an der Probsteistraße gegenüber dem heutigen Stolberger Hauptbahnhof betrieben. Von den vier Zinkhütten im Raum Eschweiler-Stolberg hatte sie die geringste Kapazität.
Nachdem die Allianz AG im Jahr 1856 aufgelöst worden war, betrieb die am 3. August 1855 gegründete Badische Zinkgesellschaft aus Mannheim die Zinkhütte, löste sie aber bereits 1859 wegen Unrentabilität auf. Anschließend übernahm die Firma P. Peters Fabrik feuerfester Produkte GmbH das Gelände inklusive der Fabrikbauten, die ihrerseits im Jahr 1997 den Betrieb dort einstellte. Bereits seit 1935 war das Areal der Zinkhütte zusammen mit dem Ortsteil Steinfurt und dem Stolberger Hauptbahnhof von der Stadt Eschweiler an Stolberg übergegangen. Mittlerweile verfallen die Industriegebäude der ehemaligen Zinkhütte und der Petersfabrik zunehmend und sollen nach dem Ankauf des Areals durch die Stadt Stolberg, zu einem Gewerbepark umgebaut werden, nachdem zwischenzeitlich dort einige Einzelbauten vorübergehend für Kleingewerbe zur Verfügung gestellt worden waren.

Lost Places (2021)
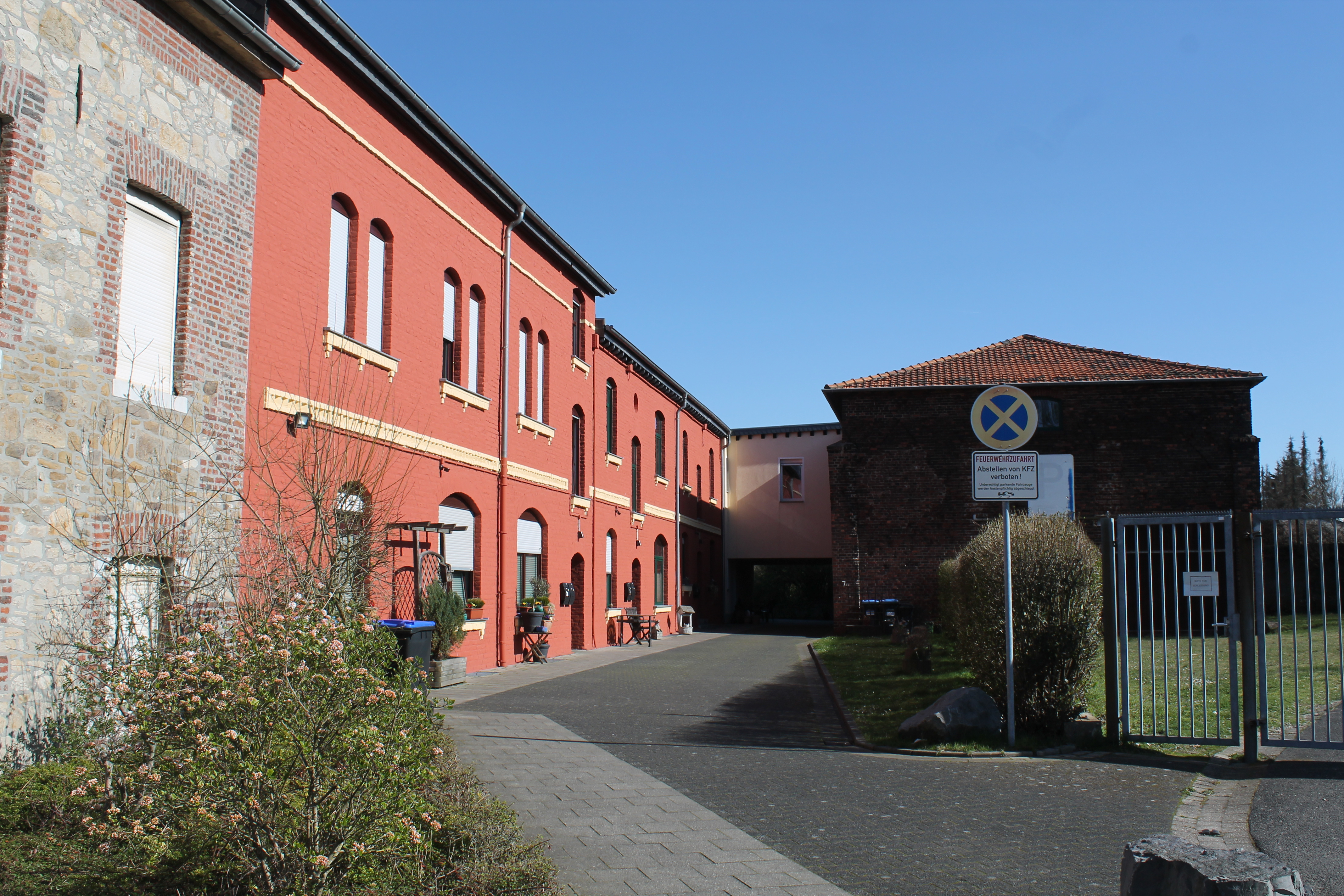
Innenhofansicht der verbliebenen Bauteile der Zinkhütte (2019)
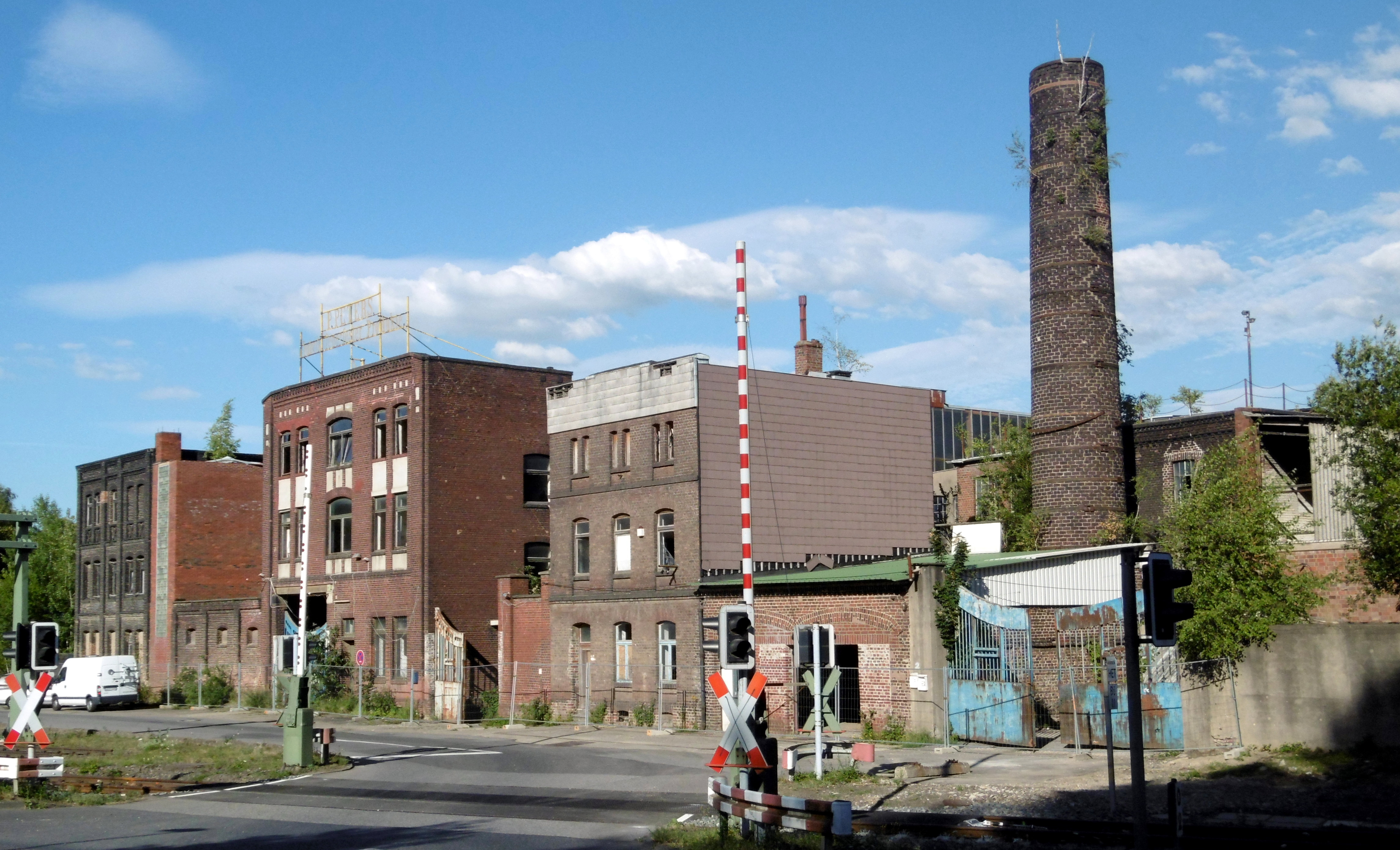
Straßensicht
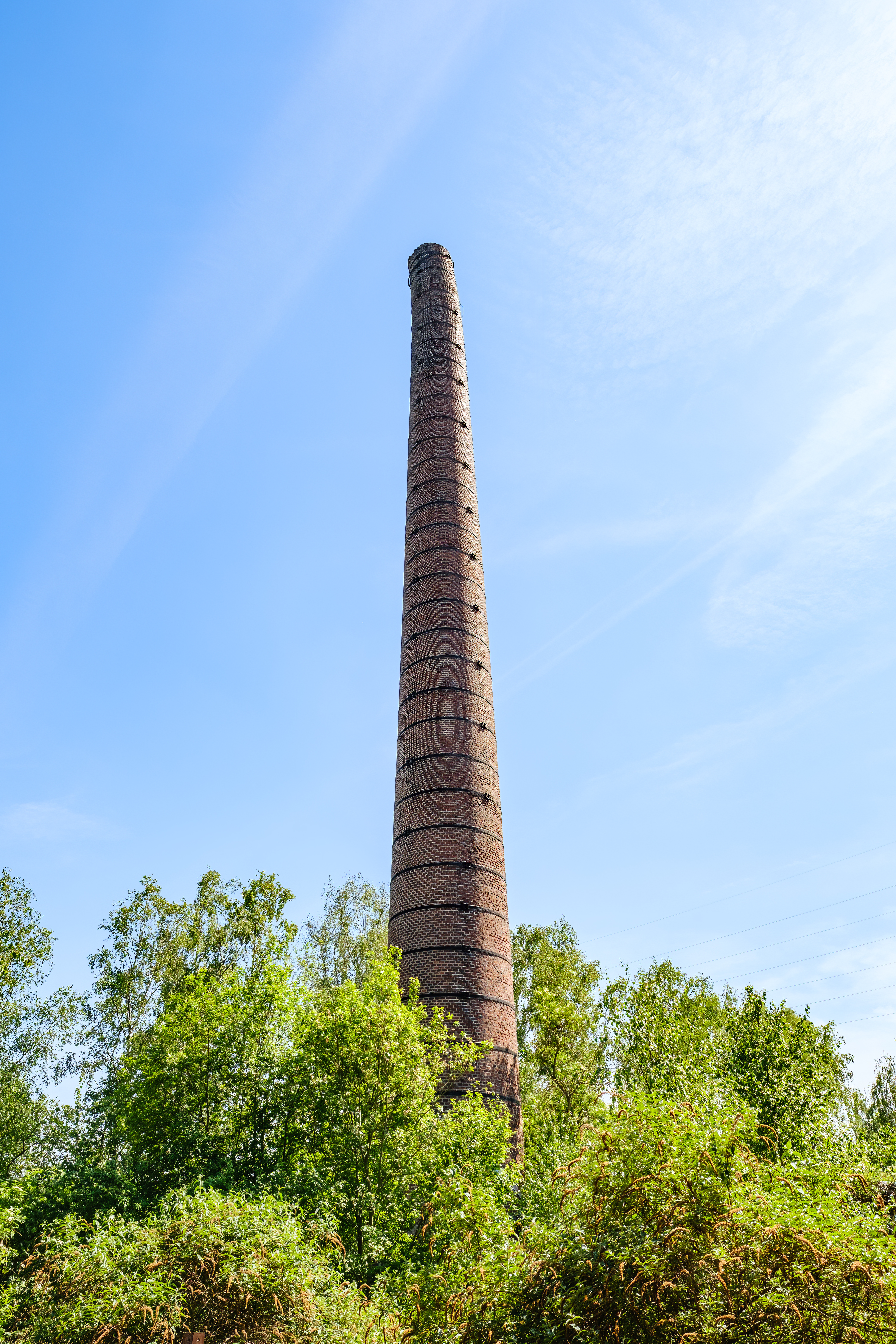
Hauptkamin
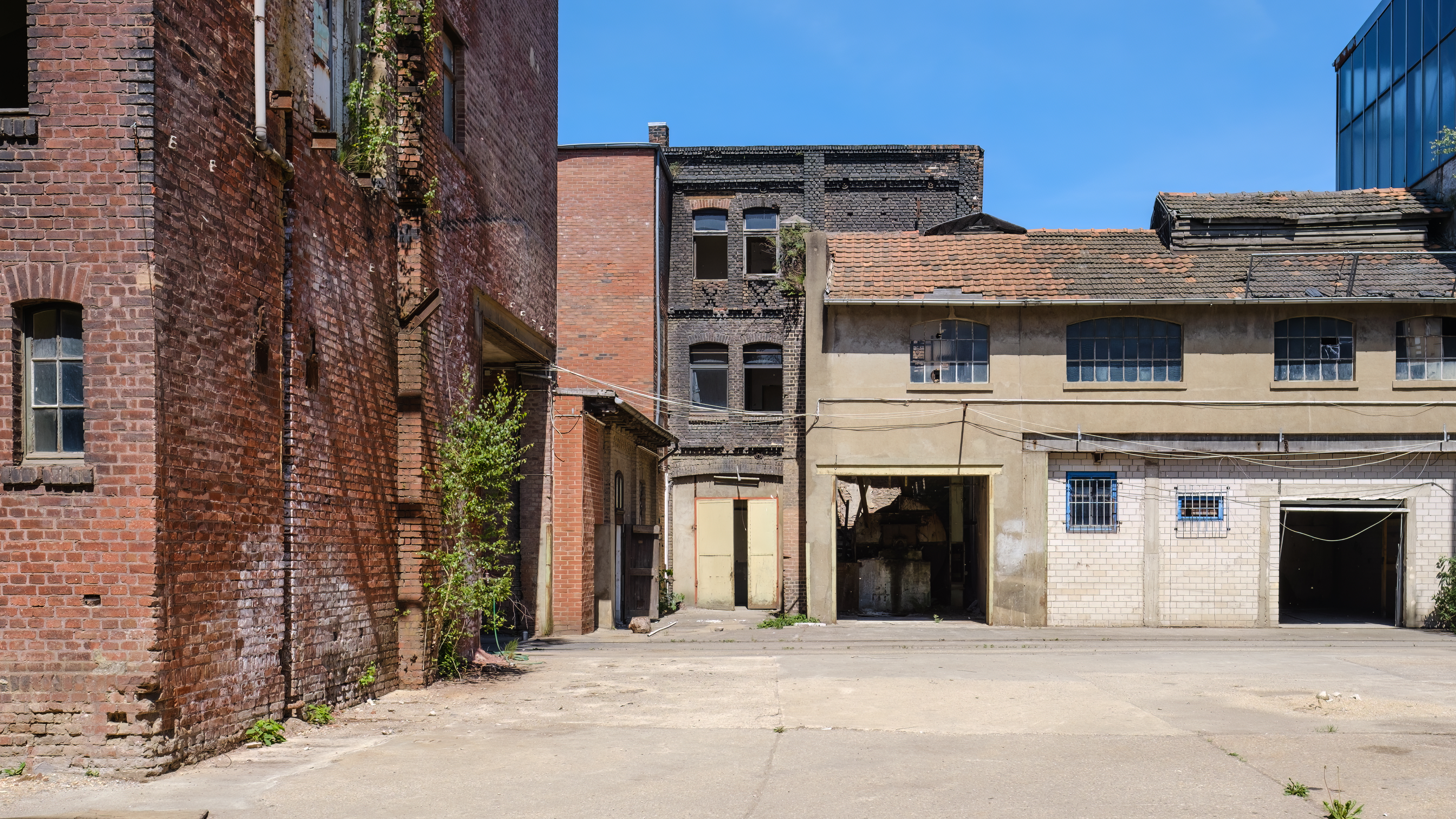
Innenhof
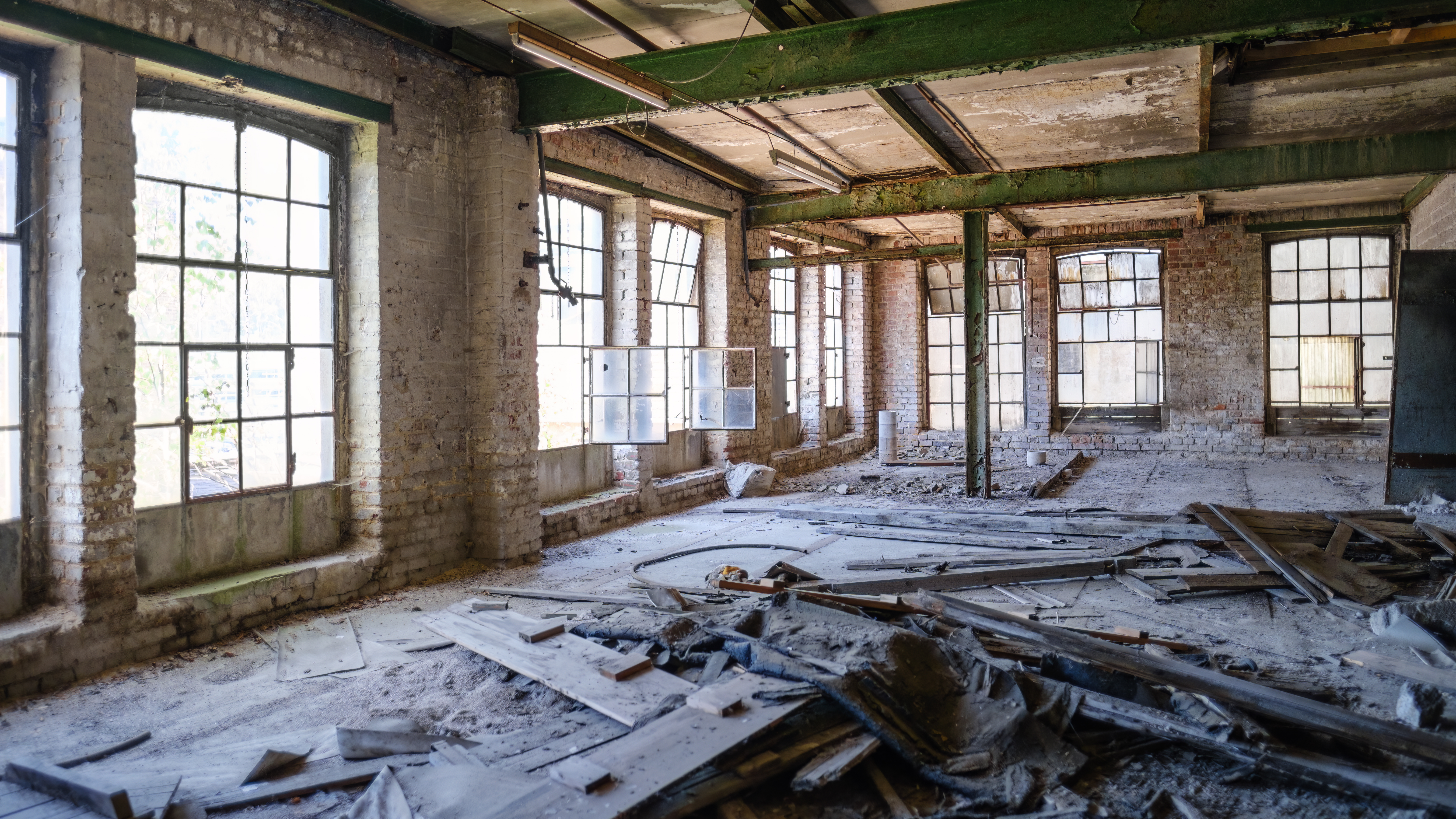
Produktionshalle